# فيليب جاكوتيه
فيليب جاكوتيه ولد في 30 يونيو 1925 بمودون، وهو كاتب وشاعر وناقد أدبي ومترجم بكانتون فود بسويسرا.

## أعماله الأدبية

### الشعر والقصة
- 1945: Trois poèmes aux démons
- 1953: L'Effraie [الفرنسية]
- 1958: L'Ignorant [الفرنسية]
- 1961: L'Obscurité [الفرنسية]
- 1963: La Semaison
- 1967: Airs
- 1969: Leçons
- 1976: Paysages avec figures absentes [الفرنسية]
- 1974: Chants d'en bas
- 1975:À travers un Verger
- 1977: À la lumière d'hiver
- 1980: Les Cormorans
- 1983: Des histoires de passage
- 1983: Pensées sous les nuages
- 1984: Carnets de Philippe Jaccottet [الفرنسية]
- 1990: Cahier de verdure
- 1991:Requiem
- 1990: Libretto, La Dogana

## روابط خارجية
- فيليب جاكوتيه على موقع IMDb (الإنجليزية)
- فيليب جاكوتيه على موقع مونزينجر (الألمانية)
- فيليب جاكوتيه على موقع ميوزك برينز (الإنجليزية)
- فيليب جاكوتيه على موقع ديسكوغز (الإنجليزية)